# Glenea pascoei
Glenea pascoei är en skalbaggsart som beskrevs av Aurivillius 1923. Glenea pascoei ingår i släktet Glenea och familjen långhorningar.
Artens utbredningsområde är Sarawak. Inga underarter finns listade i Catalogue of Life.